# Le Livre des fantômes
Le Livre des fantômes est un recueil de nouvelles fantastiques de Jean Ray, paru en 1947.

## Table des matières
- En manière de préface
- Mon fantôme à moi (L'homme au foulard rouge)
- Maison à vendre
- La Choucroute
- M. Wohlmut et Franz Benschneider
- La Nuit de Pentonville
- L'Histoire de Marshall Grove
- La Vérité sur l'oncle Timotheus
- Ronde de nuit à Kœnigstein
- Le Cousin Passeroux
- Rues
- Après

## Thèmes
Le Livre des fantômes est un  recueil dans lequel Jean Ray va aborder, en sus de la figure générique du "fantôme", personnage vengeur et fatal (Maison à vendre; La Nuit de Pentonville; Le Cousin Passeroux), le thème de la mort personnifiée (La Vérité sur l'oncle Timotheus), des "univers intercalaires" et de la Quatrième dimension, inquiétante et hantée de créatures improbables (La Choucroute; M.Wohlmut et Franz Benschneider; L'Histoire de Marshall Grove; Rues)
 
Jean Ray y évoque également un souvenir personnel, celui d'un fantôme "domestique" lui étant apparu pendant plusieurs décennies (Mon fantôme à moi - L'Homme au foulard rouge).